# Hôtel du Doyen
L'hôtel du Doyen est un ancien hôtel particulier de Bayeux, utilisé comme palais épiscopal par les évêques de Bayeux, puis de Bayeux et Lisieux pendant le Condordat.
Il ne doit pas être confondu avec le palais épiscopal de Bayeux, ancien évêché aujourd'hui occupé par l'hôtel de ville de Bayeux et le musée Baron-Gérard.
Le bâtiment est inscrit au titre des monuments historiques par arrêté du 9 décembre 1929.

## Localisation
L'hôtel particulier est situé dans le département français du Calvados, dans le centre-ville de Bayeux, sur la rive droite de l'Aure. Il est séparé de la cathédrale Notre-Dame de Bayeux par la rue Lambert-Leforestier.

## Historique
Un doyen est à la tête d'un chapitre de chanoines.
À la fin du XIIe siècle, l'évêque Henri II fait don au doyen Étienne d'un manoir au sud de la cathédrale et au pied des fortifications. Cette donation est confirmée par Richard Cœur de Lion, roi d'Angleterre et duc de Normandie, le 16 septembre 1189 et plus tard par Jean sans Terre. Une chapelle domestique sous l'invocation de Thomas Becket est fondée peu d'années avant la canonisation de ce dernier.
Au XVIe siècle, les troupes de l'amiral de Coligny mettent à sac l'hôtel.
Dans la deuxième moitié du XVIIe siècle, Charles de Longauney fait transférer la chapelle du jardin dans la cour et construire une grande porte d'entrée sur la rue. Son fronton extérieur portant les armes de l'évêque Charles-Nicolas-Pierre Didiot (1856-1866).
En 1736-1737, l'hôtel est entièrement reconstruit pour Louis-François Néel de Christot.
De 1806 à 1905, l'hôtel du doyen est la résidence ordinaire de l'évêque du diocèse de Bayeux, puis du diocèse de Bayeux et Lisieux après 1855.
En conséquence de la loi de séparation des Églises et de l'État, les évêques quittent leur résidence. En avril 1913, le département du Calvados, propriétaire des lieux, loue le bâtiment à la municipalité pour qu'elle y installe la bibliothèque municipale et le musée de la Tapisserie. En février 1983, ces deux institutions sont transférées dans l'ancien séminaire de Bayeux.
De 2001 à 2013, la partie de l'ancien palais épiscopal de Bayeux qui abritait le musée Baron Gérard est restauré. Le musée est transféré dans l'hôtel du Doyen entre 2002 et 2009.
La salle des mariages abrite des portraits des maires de la ville depuis la Révolution. La salle des évêques, qui donne sur la chapelle privée, comporte le portrait des évêques de Bayeux depuis les origines.